# Melanie Hoffmann
Melanie Hoffmann (* 29. November 1974 in Haan) ist eine ehemalige deutsche Fußballspielerin. Sie bestritt fast 400 Bundesligaspiele und ist die Bundesliga-Rekordspielerin.

## Karriere

### Vereine
Mit sechs Jahren begann Melanie Hoffmann mit dem Fußballspielen, als sie mit Kindern aus der Nachbarschaft auf der Straße kickte. Über die Stationen Garather SV, TuS Xanten, Fortuna Düsseldorf und KBC Duisburg gelangte sie zum FC Rumeln-Kaldenhausen. 1998 folgten die ersten Erfolge auf Vereinsebene. Mit dem FC Rumeln-Kaldenhausen gewann sie sowohl die Meisterschaft als auch den DFB-Pokal. Zwei Jahre später gewann sie mit der Mannschaft auch den DFB-Hallenpokal. 2003 wechselte Hoffmann in die amerikanische Profiliga WUSA und bestritt für die Philadelphia Charge 13 Punktspiele, in denen sie drei Tore erzielte; am Saisonende wurde sie ins All-Star-Team berufen. Die WUSA wurde 2003 aus finanziellen Gründen wieder eingestellt, sodass Hoffmann 2004 zum FCR Duisburg 2001 zurückkehrte. Zur Saison 2004/05 wechselte sie zum Ligakonkurrenten SG Essen-Schönebeck, für die sie bis zum 30. Juni 2013 spielte und zuletzt Spielführerin war.

### Nationalmannschaft
Am 23. Mai 1995 debütierte sie in der A-Nationalmannschaft, die gegen die Auswahl der Schweiz mit 8:0 gewann. Ihr erstes Länderspieltor erzielte sie am 25. Juni 1998 beim 1:1-Unentschieden gegen die Auswahl der Vereinigten Staaten mit dem Treffer zum 1:0 in der 50. Minute.
Sie nahm mit der Mannschaft vom 5. bis 18. Juni 1995 am Turnier in Schweden teil, die das Turnier als Zweiter beendete; im Turnier wurde sie jedoch nicht eingesetzt. An der vom 29. Juni bis 12. Juli 1997 in Norwegen und Schweden ausgetragenen Europameisterschaft nahm sie ebenfalls teil. Mit dem Einsatz im dritten Gruppenspiel, beim 2:0-Sieg gegen die Auswahl Dänemarks, trug sie zum Turniersieg und zur gewonnenen Europameisterschaft bei. Des Weiteren nahm sie am olympischen Fußballturnier 2000 in Sydney teil, bestritt das letzte Gruppenspiel, das mit 1:0 gegen die Auswahl Schwedens, wie auch das Spiel um Bronze, das gegen die Auswahl Brasiliens mit 2:0 gewonnen wurde; dieses Spiel war zugleich ihr letztes Länderspiel für den DFB.

## Erfolge
- Zweiter der Weltmeisterschaft 1995
- Europameister 1997
- Olympische Bronzemedaille 2000
- Deutscher Meister 2000
- DFB-Pokal-Sieger 1998
- DFB-Hallenpokal-Sieger 2000

## Sonstiges
Hoffmann war eine der wenigen hauptberuflichen Fußballspielerinnen. Melanie Hoffmann lebt in Kalkar und ist als Floristin tätig. Am 22. November 2013 war sie Kandidatin bei “Wer wird Millionär?”, kam aber nicht auf den Stuhl.